# Evgenij Lazarevič Rošal
Evgenij Lazarevič Rošal, noto anche come Eugene Roshal (in russo Евгений Лазаревич Роша́л?; Čeljabinsk, 10 marzo 1972), è un programmatore russo.
È noto nel mondo dell'informatica come lo sviluppatore di WinRAR.